# Estação Central do Recife
A Estação Central do Recife foi uma estação ferroviária construída em Pernambuco. Inaugurada em 1888, a estação era ponto de partida de viagens para os subúrbios do Recife, cidades do interior e estados vizinhos na Região Nordeste.
Construída em 1885, a estação foi projetada de forma provisória no Bairro de São José. A atual construção foi inaugurada em março de 1888 e está localizada na Rua Floriano Peixoto, o edifício foi projetado pelo arquiteto mineiro Herculano Ramos para a Estrada de Ferro Recife-Caruaru.
A Estação Central do Recife abriga, desde 1972, um museu dedicado à memória ferroviária do estado de Pernambuco. A partir de 2011 o espaço passou a ser administrado pelo Governo de Pernambuco, através da Fundação do Patrimônio Histórico e Artístico de Pernambuco.